# سن فالي (نيفادا)
سن فالي (بالإنجليزية: Sun Valley)‏ هو مكان مخصص للتعداد (CDP) في مقاطعة واشو في ولاية نيفادا الأمريكية. بلغ عدد السكان 19,299 نسمة في لتعداد عام 2010. وهي تقع شمال رينو وهي جزء من منطقة رينو-سباركس الحضرية الإحصائية.

## التركيبة السكانية
حدّد مكتب تعداد الولايات المتحدة بيانات التركيبة السكانية لسن فالي في تعداد الولايات المتحدة. في ما يلي، التركيبة السكانية حسب تعدادي 2000 و2010.

### تعداد عام 2000
بلغ عدد سكان سن فالي 19,461 نسمة بحسب تعداد عام 2000، وبلغ عدد الأسر 6,380 أسرة وعدد العائلات 4,817 عائلة مقيمة في المنطقة السكنية. في حين سجلت الكثافة السكانية 504.2 نسمة لكل كيلومتر مربع (1,305.9/ميل2). وبلغ عدد الوحدات السكنية 6,703 وحدة بمتوسط كثافة قدره 173.7 لكل كيلومتر مربع (449.9/ميل2).
وتوزع التركيب العرقي للمنطقة السكنية بنسبة 79.78% من البيض و2.20% من الأمريكيين الأفارقة و1.93% من الأمريكيين الأصليين و2.21% من الأمريكيين ذوي الأصول الآسيوية و0.62% من سكان جزر المحيط الهادئ و9.51% من الأعراق الأخرى و3.74% من عرقين مختلطين أو أكثر و21.13% من الهسبانيون أو اللاتينيون من أي عرق.
بلغ عدد الأسر 6,380 أسرة كانت نسبة 45.8% منها لديها أطفال تحت سن الثامنة عشر تعيش معهم، وبلغت نسبة الأزواج القاطنين مع بعضهم البعض 54.3% من أصل المجموع الكلي للأسر، ونسبة 13.7% من الأسر كان لديها معيلات من الإناث دون وجود شريك، بينما كانت نسبة 7.5% من الأسر لديها معيلون من الذكور دون وجود شريكة وكانت نسبة 24.5% من غير العائلات. تألفت نسبة 15.6% من أصل جميع الأسر من عدة أفراد يعيشون في نفس المنزل ونسبة 4.4% كانت تتألف من شخص يعيش بمفرده يبلغ من العمر 65 عاماً أو أكثر. وبلغ متوسط حجم الأسرة المعيشية 3.05، أما متوسط حجم العائلات فبلغ 3.39.
بلغ العمر الوسطي للسكان 32.0 عاماً. وكانت نسبة 30.8% من القاطنين تحت سن الثامنة عشر، وكانت نسبة 8.5% بين الثامنة عشر والرابعة والعشرين عاماً، ونسبة 32.5% كانت واقعةً في الفئة العمرية ما بين الخامسة والعشرين والرابعة والأربعين عاماً، ونسبة 20.8% كانت ما بين الخامسة والأربعين والرابعة والستين، ونسبة 7.5% كانت ضمن فئة الخامسة والستين عاماً فما فوق. يوجد لكل 100 أنثى 102.1 ذكر، ويوجد لكل 100 أنثى في الثامنة عشر من عمرها فما فوق 100.0 ذكر.
بلغ متوسط دخل الأسرة في المنطقة السكنية 41,346 دولارًا، أما متوسط دخل العائلة فبلغ 43,103 دولارًا. وكان متوسط دخل الذكور 30,804 دولارًا مقابل 24,059 دولارًا للإناث. وسجل دخل الفرد الخاص بالمنطقة السكنية 15,171 دولارًا. وكانت نسبة 6.8% من العائلات ونسبة 10.5% من السكان تحت خط الفقر، وكان من هؤلاء نسبة 13.5% تحت سن الثامنة عشر ونسبة 5.2% في الخامسة والستين من العمر وما فوق.

### تعداد عام 2010
بلغ عدد سكان سن فالي 19,299 نسمة بحسب تعداد عام 2010، وبلغ عدد الأسر 6,171 أسرة وعدد العائلات 4,500 عائلة مقيمة في المنطقة السكنية. في حين سجلت الكثافة السكانية 500 نسمة لكل كيلومتر مربع (1,295.0/ميل2). وبلغ عدد الوحدات السكنية 6,648 وحدة بمتوسط كثافة قدره 172.2 لكل كيلومتر مربع (446.0/ميل2).
وتوزع التركيب العرقي للمنطقة السكنية بنسبة 71.31% من البيض و1.42% من الأمريكيين الأفارقة و1.84% من الأمريكيين الأصليين و1.99% من الأمريكيين ذوي الأصول الآسيوية و0.63% من سكان جزر المحيط الهادئ و18.99% من الأعراق الأخرى و3.81% من عرقين مختلطين أو أكثر و36.44% من الهسبانيون أو اللاتينيون من أي عرق.
بلغ عدد الأسر 6,171 أسرة كانت نسبة 41.9% منها لديها أطفال تحت سن الثامنة عشر تعيش معهم، وبلغت نسبة الأزواج القاطنين مع بعضهم البعض 49.1% من أصل المجموع الكلي للأسر، ونسبة 14.7% من الأسر كان لديها معيلات من الإناث دون وجود شريك، بينما كانت نسبة 9.1% من الأسر لديها معيلون من الذكور دون وجود شريكة وكانت نسبة 27.1% من غير العائلات. تألفت نسبة 18.3% من أصل جميع الأسر من عدة أفراد يعيشون في نفس المنزل ونسبة 6.5% كانت تتألف من شخص يعيش بمفرده يبلغ من العمر 65 عاماً أو أكثر. وبلغ متوسط حجم الأسرة المعيشية 3.13، أما متوسط حجم العائلات فبلغ 3.53.
بلغ العمر الوسطي للسكان 34.7 عاماً. وكانت نسبة 28.6% من القاطنين تحت سن الثامنة عشر، وكانت نسبة 9.3% بين الثامنة عشر والرابعة والعشرين عاماً، ونسبة 26.2% كانت واقعةً في الفئة العمرية ما بين الخامسة والعشرين والرابعة والأربعين عاماً، ونسبة 26% كانت ما بين الخامسة والأربعين والرابعة والستين، ونسبة 10% كانت ضمن فئة الخامسة والستين عاماً فما فوق. وتوزع التركيب الجنسي للسكان بنسبة 50.8% ذكور و49.2% إناث.